# 爻部
爻部（こうぶ）は、漢字を部首により分類したグループの一つ。
康熙字典214部首では89番目に置かれる（4画の29番目、巳集の5番目）。

## 概要
爻の字は『易』において八卦を構成する記号（爻）を意味する。
甲骨文の研究からは「學（学）」の本字で、建物の千木の形に象るなどの説がある。
爻部は「爻」のような字形を筆画に持つ漢字を収める。現在爻部に属する文字では、日常外の字まで考えれば㸚・𤕞・𤕟など爻が意符になるような字もないわけではないが、爽・爾などのように爻を楷書の筆画として持つだけの文字が多い。
現代の中国の簡体字の部首分類法で削除されている部首の一つである。

## 部首の通称
- 日本：こう、まじわる（漢検協会での名称、「交」は亠部）、めめ（カタカナの「メ」が2つあると見えることから）[1]
- 韓国：점괘효부 （jeomgwe hyo bu、占卦の爻部）
- 英米：Radical double x （意味ではなく形から「2つのX字」としている）

## 部首字
爻
- 広韻 - 胡茅切、肴韻
- 詩韻 - 肴韻、平声
- 三十六字母 - 匣母
- 日本語 - 音：コウ（カウ）（漢音）
- 中国語 - ピンイン：yáo （旧 xiáoとも） 注音：ㄧㄠˊ （旧 ㄒㄧㄠˊとも） ウェード式：yao 2 （旧 hsiao 2 とも）
- 朝鮮語 - 音：효 (hyo) 訓：사귈 （sagwil、交わる）

## 例字
- 爻・爽・爾